# Miguel Flaño Bezunartea
Miguel Flaño Bezunartea (Pamplona, 19 d'agost del 1984) és un exfutbolista navarrès que jugava com a defensa. Es va retirar al Córdoba CF.
Ha estat internacional amb les seleccions espanyoles fins a la sub-23, i ha passat la major part de la seva carrera jugant amb el CA Osasuna, club amb el qual va disputar 336 partits al llarg de 15 anys.

## Carrera de club

### Osasuna
Format al planter del CA Osasuna, va debutar amb el primer equip el 18 de setembre de 2004 en una victòria per 3–2 a La Liga contra el Reial Betis, i va acabar la temporada amb vuit partits disputats. Amb només 17 anys, va començar a jugar regularment amb el CA Osasuna B a segona divisió B.
Flaño va marcar el primer gol pels navarresos el 9 de juny de 2007, en una victòria per 5–0 contra el Betis. Va disputar també tres partits a l'edició 2006–07 de la Lliga Europa de la UEFA.
Des d'aquell moment, Flaño va ser un element essencial a la defensa de l'equip, conjuntament amb el seu germà Javier, qui havia estat titular entre 2005 i 2007, tot i que després va perdre importància, i va deixar l'equip la temporada 2008–09, en què Miguel va fer quatre gols en 33 partits, i l'equip va salvar-se per poc del descens. Va renovar contracte l'agost de 2009, fins al 2013.
El 7 de juny de 2012, Flaño va tornar a renovar contracte amb l'Osasuna, aquest cop fins al 2017. La temporada 2015–16, fou titular en 34 partits, tots els disputats, i l'equip retornà a primera després de dos anys d'absència.
A començaments de la següent temporada, es va trencar el lligament encreuat anterior del genoll esquerre, i va quedar sense jugar durant diversos mesos. En els anys següents, ja no va recuperar la titularitat, i va jugar rarament.

### Córdoba
El 28 de gener de 2019, ja amb 34 anys, Flaño va signar un contracte de curta durada amb el Córdoba CF de Segona Divisió, després que acabés el seu contracte amb l'Osasuna.

## Vida personal
El germà bessó de Flaño, Javier, també va ser futbolista i defensa. Ambdós varen estar vinculats a l'Osasuna.